# Joaquim Navarro de Andrade
Joaquim Navarro de Andrade (Guimarães, 25 de novembro de 1764 — Porto, Santo Ildefonso, 18 de junho de 1831) foi um médico, docente, e publicista português. Foi diretor e decano da Faculdade de Medicina da Universidade de Coimbra, Físico-Mor do Reino, deputado da Diretoria-Geral dos Estudos do Reino, deputado eleito às Cortes Constituintes em 1821 (cargo de que se escusou), e primeiro Diretor Literário da Academia Real de Marinha e Comércio. Foi ainda comendador e cavaleiro professo da Ordem Militar de Cristo, fidalgo cavaleiro e Conselheiro de Sua Majestade Fidelíssima.
Na sua Memória histórica e comemorativa da Faculdade de Medicina (Coimbra, 1873) diz Mirabeau de Navarro de Andrade: "considerado como teórico e eloquente, sobressai entre os prinicipais professores que se têm sentado nas cadeiras universitárias […] Pena é que de tão abalizado engenho pouco mais ficasse para lhe perpetuar a memória do que a tradição que ainda hoje permanece viva na Universidade". No Investigador Português de dezembro de 1811, era considerado "talvez o maior fisiologista da Europa e um dos mais eruditos literatos de Portugal".
Faleceu em 1831, na sua casa em Santo Ildefonso, no Porto, tendo sido sepultado, conforme disposto em testamento, na Igreja das Carmelitas na mesma cidade.